# Elżbieta Czaja
Elżbieta Małgorzata Czaja-Pach (ur. 19 czerwca 1913, zm. 26 października 1998) – polska lekkoatletka, specjalizująca się w biegach krótkich i skoku w dal.

## Życiorys
W 1927 była zawodniczką Towarzystwa Gimnastycznego „Sokół” Brynów. W latach 1928–1930 należała do Śląskiego Klubu Lekkoatletycznego (ŚKLA) Katowice. W 1931 była zawodniczką drużyny „Stadion” Królewska Huta. Siedmiokrotnie zdobywała medale Mistrzostw Polski.

## Mistrzostwa Polski
- I miejsce: 4 × 100 m (1931), 200 m (1929), skok w dal z miejsca (1928–1929);
- II miejsce: skok w dal (1928), skok w dal z miejsca (1931)

## Rekordy Polski
- 4 × 100 m – 53,0 s
- skok w dal z miejsca – 2,385 m podczas meczu międzypaństwowego w 1929.